# Pararge camoenaeformis
Pararge camoenaeformis är en fjärilsart som beskrevs av Ruggero Verity 1919. Pararge camoenaeformis ingår i släktet Pararge och familjen praktfjärilar. Inga underarter finns listade i Catalogue of Life.